# Akeem Latifu
Akeem Latifu (ur. 16 listopada 1989 w Kano) – nigeryjski piłkarz, grający na pozycji obrońcy. Zawodnik norweskiego klubu Mjøndalen IF.  

## Życiorys

### Kariera klubowa
W 2007 rozpoczął karierę piłkarską w nigeryjskim Bussdor United FC. W styczniu 2009 przeniósł się do Ocean Boys FC. W następnym sezonie zadebiutował w Akwa United. 16 czerwca 2010 wyjechał do Norwegii, gdzie bronił barw klubów Strømsgodset IF, IL Hødd i Aalesunds FK. 1 marca 2016 podpisał kontrakt z ukraińskim klubem Stal Dnieprodzierżyńsk.
Następnie występował w klubach: Alanyaspor, Zirə Baku, Budapest Honvéd FC i Sogndal Fotball.
3 lutego 2019 podpisał kontrakt z norweskim klubem Mjøndalen IF, umowa do 31 grudnia 2020. 

### Kariera reprezentacyjna
W 2007 był powoływany do młodzieżowej reprezentacji Nigerii. 16 marca 2015 debiutował w narodowej reprezentacji Nigerii.

## Sukcesy i odznaczenia

### Sukcesy piłkarskie
IL Hødd
- zdobywca Pucharu Norwegii: 2012